# 삼산화 붕소
삼산화 붕소(boron trioxide) 또는 삼산화 이붕소(diboron trioxide)는 화학식 B
2O
3를 갖는 붕소의 산화물이다. 무색 투명한 고체이며 거의 항상 유리질(무정형)이며 결정화하기가 매우 어렵다. 산화붕소 또는 보리아라고도 한다. 이는 주로 유약과 에나멜용 플럭스로서 세라믹과 유리 생산에 중요한 산업 응용 분야가 많다.

## 반응
용융된 산화붕소는 규산염을 공격한다. 용기는 아세틸렌의 열분해로 얻은 흑연화 탄소층을 사용하여 내부적으로 부동태화할 수 있다.

## 같이 보기
- 붕산